# Acrotona egens
Acrotona egens är en skalbaggsart som beskrevs av Thomas Casey 1910. Acrotona egens ingår i släktet Acrotona och familjen kortvingar. Inga underarter finns listade i Catalogue of Life.